# Acioa
Acioa es un género con cuatro especies de plantas con flores perteneciente a la familia Chrysobalanaceae. Es originario de Sudamérica tropical.

## Taxonomía
El género fue descrito por  Jean Baptiste Christophore Fusée Aublet y publicado en Histoire des Plantes de la Guiane Françoise 2: 698, pl. 280. 1775. La especie tipo es: Acioa guianensis Aubl.

## Especies aceptadas
A continuación se brinda un listado de las especies del género Acioa aceptadas hasta julio de 2011, ordenadas alfabéticamente. Para cada una se indica el nombre binomial seguido del autor, abreviado según las convenciones y usos.
- Acioa edulis Prance, Acta Amazon. 2: 12 (1972).
- Acioa guianensis Aubl., Hist. Pl. Guiane 2: 698 (1775). - Coupi de la Guayana[4]
- Acioa schultesii Maguire, Brittonia 7: 272 (1951).
- Acioa somnolens Maguire, Brittonia 7: 272 (1951).